# 1974 în jocuri video
Acest articol prezintă evenimente importante legate de jocuri video din anul 1974. Vezi și istoria jocurilor video.

## Evenimente
1974 a venit cu titluri noi ca Speed Race, Dungeon, Gran Trak 10, Tank și TV Basketball. Cel mai bine vândut joc arcade al anului a fost Tank de la Kee Games.
Numărul de copii ale lui Pong și ale clonelor sale au depășit 100.000 de unități. Aproximativ 10.000 dintre acestea au fost fabricate de Atari, dezvoltatorul original al lui Pong.
- H.R. "Pete" Kaufman a părăsit  Ramtek pentru a fonda Exidy, Inc.[1]
- Namco achiziționează divizia japoneză a Atari, Inc. și intră oficial pe piața jocurilor video arcade.[1]
- Atari achiziționează Kee Games ca un "truc de marketing". Atari va continua să folosească titlul „Kee Games” ca nume de marcă până în 1978.[1]
- Royal Philips Electronics N.V. achiziționează Magnavox, care devine "Philips Consumer Electronics."[2]

- Play Meter, prima revistă dedicată distracțiilor cu monede (inclusiv jocuri arcade), își publică primul număr[1]

### Lansări importante
Arcade
- februarie – Taito lansează Basketball,[3] un exemplu timpuriu de grafică sprite, folosită pentru a reprezenta coșuri și personaje de jucători,[4] făcându-l primul joc video cu figuri umane.[3] În aceeași lună, Midway licențiază jocul pentru o lansare în America de Nord sub titlul TV Basketball, devenind primul joc din Japonia licențiat pentru lansarea în America de Nord.[3]
- 24 iulie – Atari lansează Gran Trak 10, primul joc video de curse cu mașini din istorie, pe arcade video.[5]
- Noiembrie – Taito lansează jocul lui Tomohiro Nishikado, Speed Race,[6] al doilea joc video de curse cu mașini. Introduce grafica sprite cu defilare (scrolling) cu detecția coliziuni[7] și folosește un controler racing wheel.[8] Midway lansează Wheels și Racer în SUA.[7]
- 5 noiembrie[9] –  Înainte de achiziționarea lor de către Atari, Kee Games lansează Tank pentru arcade video.[1]

Computer

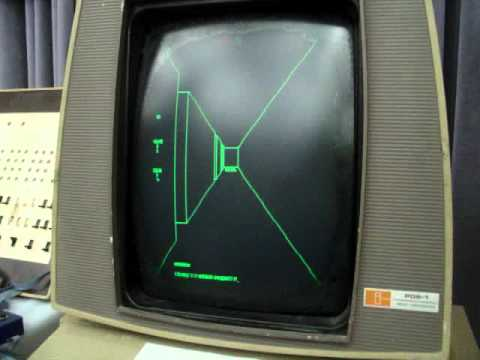
Maze War, un strămoș al genului first-person shooter, a fost portat pe o serie de sisteme informatice. Imaginea de mai sus a fost creată dintr-o versiune a jocului scrisă pentru Xerox Star 8010 în 1985.

- Steve Colley, Howard Palmer și Greg Johnson dezvoltă Maze War pentru Imlac PDS-1 la NASA Ames Research Center din California.[10] Este recunoscut ca un strămoș al genului first-person shooter.
- Jim Bowery dezvoltă Spasim pentru sistemul PLATO. Două versiuni sunt lansate, prima în martie și a doua în iulie.[11] Este, de asemenea, recunoscut ca un strămoș al genului first-person shooter.
- Gary Whisenhunt și Ray Wood dezvoltă Dnd, primul joc video cu un boss și probabil primul joc video de rol, creat pentru PLATO.[12] Dezvoltarea a continuat în 1975; nu este clar în ce moment  a devenit jucabil.

### Cele mai bine vândute jocuri video arcade în SUA
Următoarele titluri au fost cele mai bine vândute jocuri video arcade din 1974 în Statele Unite, conform estimărilor anuale ale vânzărilor de mașini arcade furnizate de Ralph H. Baer.
| Loc | Titlu                    | Vânzări de mașini arcade | Developer            | Producător           | Gen           |
| --- | ------------------------ | ------------------------ | -------------------- | -------------------- | ------------- |
| 1   | Tank                     | 10000                    | Kee Games            | Kee Games            | Labirint      |
| 2   | Formula K (Gran Trak 10) | 5000                     | Atari, Inc.          | Kee Games            | Curse         |
| 3   | Clean Sweep              | 3500                     | Ramtek               | Ramtek               | Block breaker |
| 4   | Flim-Flam                | 1500                     | Meadows Games        | Meadows Games        | Pong          |
| 5   | Leader                   | 1000                     | Midway Manufacturing | Midway Manufacturing | Pong          |
| 5   | TV Flipper               | 1000                     | Midway Manufacturing | Midway Manufacturing | Pinball       |
| 7   | Gran Trak 20             | 500                      | Atari, Inc.          | Atari, Inc.          | Curse         |
| 7   | Robot                    | 500                      | Allied Leisure       | Allied Leisure       | Pong          |
| 7   | TV Basketball            | 500                      | Taito                | Midway Manufacturing | Sport         |
| 7   | TV Pinball               | 500                      | Chicago Coin         | Chicago Coin         | Pinball       |